# Nichols Hills
Nichols Hills – miasto w Stanach Zjednoczonych, w stanie Oklahoma, w hrabstwie Oklahoma.